# Ракшасы
Ракшасы (санскр. राक्षसः, IAST: rākṣasaḥ проклинать, бранить) — демоны-людоеды и злые духи в индуизме и буддизме. Ракшасов женского пола называют ракшаси.

## Происхождение и сущность
Согласно «Рамаяне», ракшасы были сотворены Брахмой для охраны воды или произошли из ног Брахмы. В этом же эпосе даётся описание уродливого вида ракшасов, какими они представились союзнику Рамы, Хануману, когда тот попал в город Ланку в образе кошки. В других источниках утверждается, что ракшасы были потомками Пуластьи или Ниррити. Также говорится, что ракшасами рождаются особо греховные люди, поскольку ракшасы носят много эпитетов, изображающих их различные отталкивающие свойства и наклонности: убийцы, воры жертв, ночные бродяги, людоеды, кровопийцы, чернолицые и т. д. Обычно изображаются в виде полутораметровых косматых чудищ с желтоватой кожей, гранитными зубами, В «Атхарваведе» ракшасы изображаются как правило в человеческом образе, хотя иногда и чудовищами; цвет их чёрный (почему и чернокожие аборигены Индии нередко называются ракшасы), иногда синий, жёлтый (почему и жители Китая тоже называются ракшасами) или зелёный.
Найрриты, разновидность ракшасов, происходят от зловещего божества Ниррити (Разрушение).
«Вишну-пурана» производит их от мудреца Кашьяпы и жены его Кхасы, дочери Дакши.
В индуизме ракшасы являются собирательным образом тёмного начала (тамас), то есть всего, что несёт страдание, несправедливость и зло в существующий мир, нарушает дхармический порядок. Повелителем ракшасов является Кубера.
Ракшасы мешают проведению ведийских яджн (и против них тогда обыкновенно призывают Агни, прогоняющего тьму и убивающего ракшасов), оскверняют могилы, причиняют всяческие беспокойства брахманам, пытаются завладеть ребёнком беременной женщины. У них ядовитые ногти и они питаются человеческой плотью, лошадиным и протухшим мясом, выпивают коровье молоко. Ракшасы пытаются вселиться в человека, когда он ест или пьёт, и попав внутрь, начинают терзать его внутренности и причиняют болезнь, а также доводят человека до сумасшествия. По вечерам ракшасы стараются напугать людей, устраивая танцы вокруг их жилищ, кричат по-обезьяньи, шумят и громко смеются, а ночью летают, приняв образ птиц. А главная их власть и сила наступает ночью, и прогнать их может только восходящее Солнце. Ракшасы обладают мистическими способностями и могут принимать различные облики (собаки, коршуна, совы и других птиц, брата, мужа, любовника и т. д.).
В то же время С. К. Булич отмечает, что в индуистской мифологии не все ракшасы одинаково злые и могут делиться на три класса:
1. безобидные существа (Якша)
2. исполины, или титаны, враги богов
3. ракшасы в обычном значении этого слова, то есть демоны, обитатели кладбищ, нарушители жертвоприношений, которые оживляют мертвецов, пожирают людей, нападают на благочестивых и любым способом стремятся причинить человеку как можно больше вреда.

## На Шри-Ланке
На Шри-Ланке считаются одним из мифических древних народов острова наряду с нагами, якхами и дэвами.

## В японском буддизме
В японском буддизме также есть легенды о ракшасах. Одна из них — легенда о дзикининки, голодном духе, питающемся по ночам трупами. В дзикининки превращаются те, кто при жизни совершал большой грех.